# 蘭氏藍子魚
蘭氏藍子魚為輻鰭魚綱鱸形目刺尾魚亞目藍子魚科的其中一種，於1990年由魚類學家David J. Woodland 首次正式描述，其模式產地為所羅門群島瓜達爾卡納爾島Marau潟湖，分布於西太平洋區，包括所羅門群島、巴布亞紐幾內亞、密克羅尼西亞、關島等海域，棲息深度1-15公尺，本魚體呈橢圓形且側扁，深度為標準長度的 2 至 2.2 倍。頭部的背部輪廓在眼睛上方凹陷，而鼻子則略微凹入。前鼻孔的後緣有一個峰。背鰭前面有一個斜臥的脊柱，它嵌入頸背，整體顏色為古銅色，頭部和身體正面有淡藍色斑點，這些斑點被身體後部變成蟲紋，背鰭硬棘部分是青銅色，軟條的部分是基部青銅色，邊緣呈藍色，臀鰭呈青銅色，其柔軟的鰭條尖端呈藍色，尾鰭呈藍色，胸鰭是透明的，有藍色的鰭條，而腹鰭是青銅色，背鰭硬棘13枚、背鰭軟條10枚、臀鰭硬棘7枚、臀鰭軟條9枚，體長可達33.5公分，成魚棲息在珊瑚礁區，稚魚則出現在紅樹林，成群活動，以藻類為食，可作為食用魚。 

## 擴展閱讀
維基物種上的相關：蘭氏藍子魚